# Ezelpoort

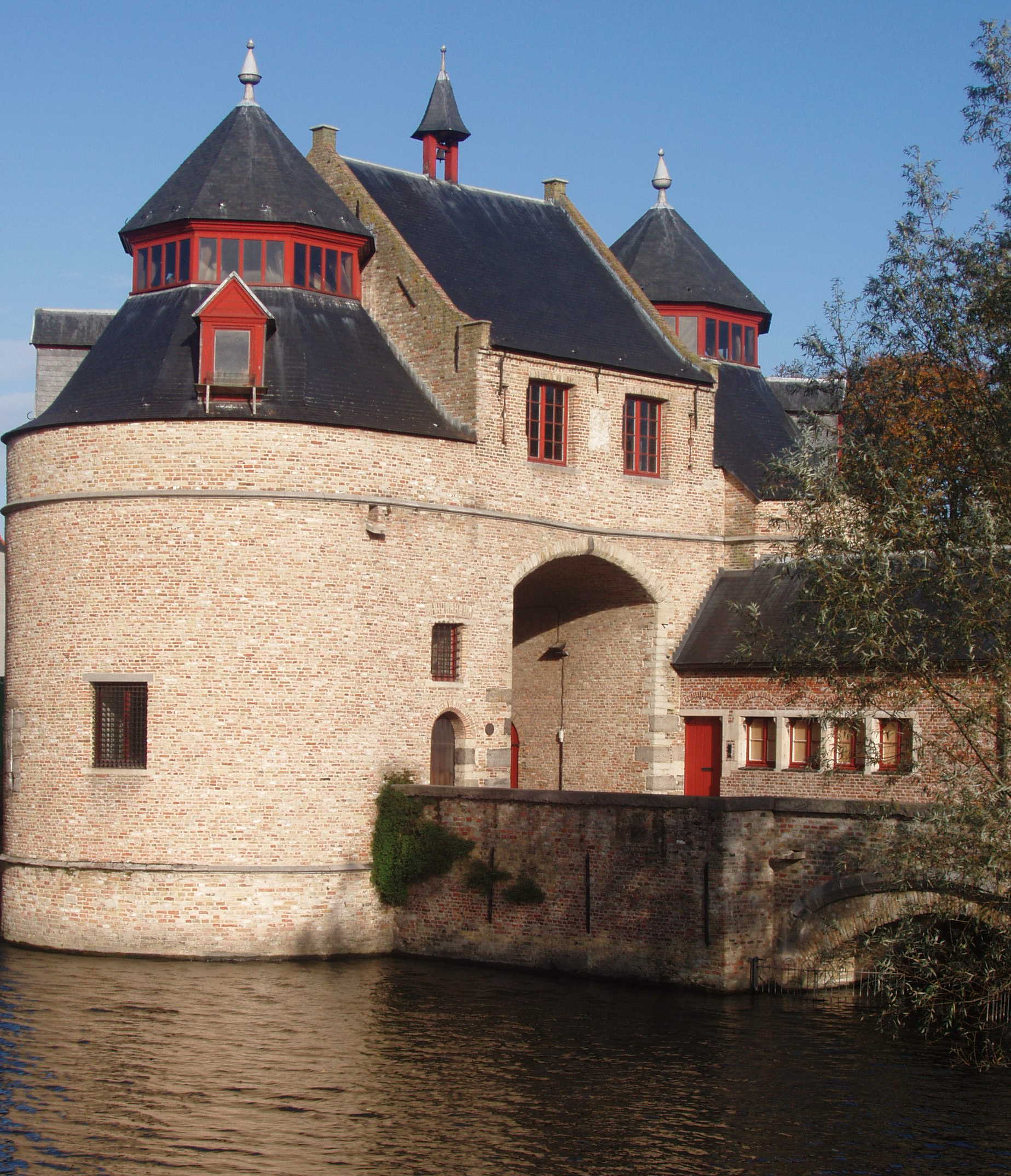
Ezelpoort, lato sud

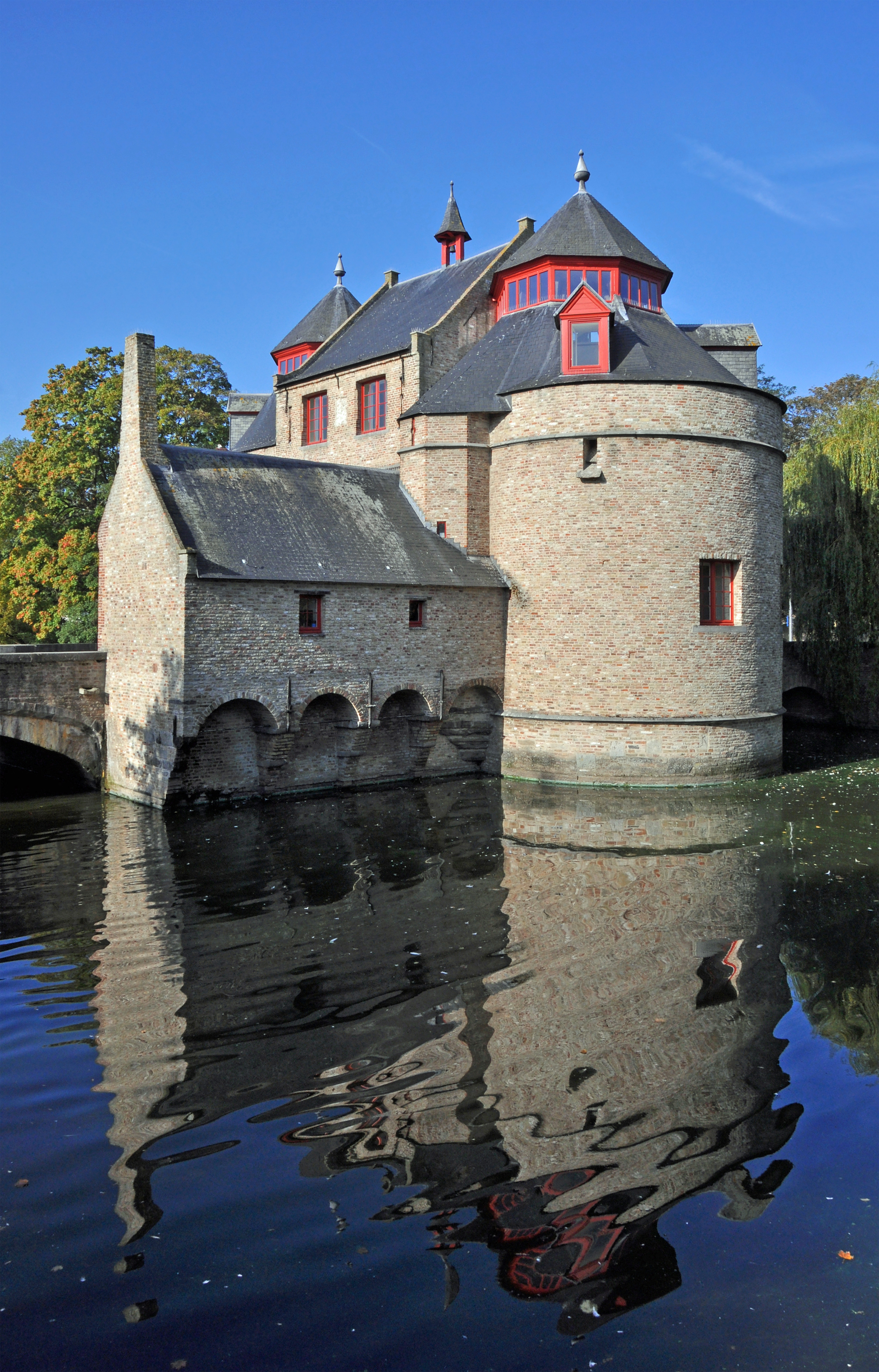
Ezelpoort, lato nord

La Ezelpoort è una delle quattro porte rimanenti della città di Bruges.

## Descrizione
La porta, originariamente faceva parte della seconda cinta muraria di Bruges costruita nel 1297. Fu poi ricostruita nel 1369 da Jan Slabbaert e Mathias Saghen, sull'esempio delle porte Smedenpoort e Boeveriepoort. Nel XVII secolo fu radicalmente ristrutturata in diverse fasi (1615, 1632, 1677). La porta è stata accuratamente restaurata nel 1991-1993. La sezione inferiore della muratura è originale, ma la porta medioevale originale era molto più alta, è stata abbassata rimuovendo la parte superiore nei lavori di restauro e rifacimento del XVII secolo.
Caratteristica di questa porta è che, proprio come la porta di Smedenpoort, è completamente circondata dall'acqua. Oggi è attraversabile solo da pedoni e ciclisti.
La porta veniva anche chiamata Oostendsche Poort (Porta di Ostenda), in quanto portava proprio sulla strada per Ostenda.

## Letteratura
- Adolphe DUCLOS, Bruges, histoire et souvenirs, Brugge, 1910.
- Brigitte BEERNAERT e. a., Ezelstraat 122, Ezelpoort en Anima Eterna Brugge, in: De vier elementen, Open Monumentendag 2010, Brugge, 2010.
- Brigitte BEERNAERT e. a., De Ezelpoort, in: 'Conflict', Open Monumentendag 2011, Brugge, 2011.
- Brigitte BEERNAERT e.a. de Ezelpoort, in: Het beste van 25 jaar, Open monumentendagen 2013, Brugge, 2013.
- Christophe DESCHAUMES e.a., Ezelstraat 122, de Ezelpoort, in: Erfgoed nu, vroeger en in de toekomst. Open monumentendag 2014, Brugge, 2014.
- Christophe DESCHAUMES e.a., Ezelstraat 122, de Ezelpoort, in: Brugge neoklassiek, Open Monumentendagen 2017, Brugge, 2017.
- Christophe DESCHAUMES, De Ezelpoort, in: Brugge 2018. Open monumentendag, Brugge, 2018.